# Тодор Каблешков
Вижте пояснителната страница за други личности с името Тодор Каблешков.
Тодор Лулчов Ка̀блешков е виден български революционер, участник в Априлското въстание. Той е един от образите в романа на Иван Вазов „Под игото“. Участва в главите „Представлението“ (17 глава, Първа част), „Комитетът“ (7 глава, Втора част) и др.

## Биография
Родовото име Каблешкови произхожда от „каблѝца" – голямо дървено ведро за мляко, използвано от родопските овчари. Предполага се, че някой от първите Каблешкови е пренесъл това ведро от Родопите в Копривщица и оттам постепенно прякорът е приет като фамилно име. Самият Каблешков не харесва малкото си име, поради неговия гръцки произход и за това го превежда и започва да се подписва – Богдан Каблешков.
Тодор Каблешков е роден в заможното семейство на хаджи Лулчо Дончов Каблешков в Копривщица на 13 януари (1 януари стар стил) 1851 година. Баща му е заможен копривщенец, занимаващ се с бегликчийство и джелепство. Въпреки че принадлежи към чорбаджиите, хаджи Лулчо е патриот и родолюбец, вдъхновен от големия си брат Илия Каблешков, който е убит от кърсердари в Берковско през 1858 г.

### Ранно детство
Тодор е силно привързан към майка си Стойка и тежко понася ранната ѝ смърт. За него и петимата му братя и сестра се грижи сестрата на хаджи Лулчо, Пена – жена на прочутия копривщенски хайдутин Дончо Ватах. Леля му Пена, или както самият Тодор я нарича „мама Пена“, е образована българка, която често му разказва за многобройните подвизи на съпруга си. По-късно баща му се жени за Ана Григорова и Тодор изгражда с нея силна приятелска връзка, която също спомага много за издигането на духа му на родолюбец и революционер. Още в най-крехка възраст има проблеми със здравето, но това никога не го спира. Първоначално учи в родната Копривщица, където му преподава Харитон Груев (по-късно той побългарява името си на Веселин), брат на големия възрожденец Йоаким Груев. Тодор се отличава като добър и прилежен ученик.

### Юношество
В края на 1864 г. Хаджи Лулчо води Тодор в Пловдив при по-малкия си брат Цоко Каблешков, който го записва в престижното главно епархийско училище, където му преподава самият Йоаким Груев. Там той се сблъсква с гърцизацията в града, с надменното отношение към българите. Неведнъж споровете с другите ученици-гърци прерастват в ръкопашни схватки. Омразата му към поробителите също се разпалва в Пловдив, когато Тодор случайно минава през един от турските квартали. Турчетата го замерват с камъни и той се прибира у дома разкървавен и с пукнат череп. В отговор на оплакването на Цоко Каблешков и даскал Груев пред турските големци Тодор единствено е посъветван повече да не минава през турските квартали. През 1867 г. Тодор се разболява тежко и баща му е принуден да го върне обратно в Копривщица, където му се преподава като на частен ученик, за да не изостава с образованието си.
Именно тогава той проявява организаторските си способности, като основава ученическо дружество за просвета и знание „Зора“. Когато родителите му го изпращат в престижния Френски султански лицей Галатасарай в Цариград, той подава оставката си като председател и оставя указания за по-нататъшната дейност на дружеството. Цоко Каблешков, който се нуждае от верен сътрудник за разрастващата се търговия, убеждава хаджи Лулчо, че Тодор има нужда от по-сериозно образование, и с взаимните им протекции той става ученик в изключително престижния за времето си френски лицей „Мехтеп Султание“ в Галатасарай. Това става през есента на 1868 г. в Цариград и Каблешков има възможността да се включи в кръжока на Петко Р. Славейков, където се запознава за пръв път с някои произведения на Любен Каравелов. В лицея се запознава с други ученици българи, като сред тях са Павел Бобеков от Панагюрище и Константин Величков от Татар Пазарджик. Заедно с тях прочита един стар и окъсан екземпляр на „Горски пътник“ на Раковски, смятан тогава за „бунтовна литература“. В лицея Тодор се сблъсква с познатия му от Пловдив гърцизъм и именно след един бой с гърци той се отказва от името си Тодор (което е с гръцки произход) и настоява да се обръщат към него с българското Богдан. Проявява интерес към френската и руската литература, прави опити да пише стихове под силното влияние на Славейков. Според Вл. Свинтила е почти сигурно, че Тодор е превел „Тримата мускетари“ и „Граф Монте Кристо“. При пребиваването си в Цариград Тодор буквално е обладан от мисълта да убие султан Абдул Азис, докато наблюдавал как султанът всеки петък излиза от двореца си, за да отиде в дворцовата джамия в Илдъз Кьошк.

### Революционна дейност
През 1871 г. Тодор се завръща в родната Копривщица. Именно оттогава датират и първите му революционни прояви. Дружи с обущаря Петко Тодоров Бояджиев-Кундурджията и учителя Найден Попстоянов. На 25 май 1871 г. даскал Попстоянов основава женското дружество „Благовещение“, на което майката на Каблешков става председател и това им позволява да развиват необезпокоявано революционната си дейност. Каблешков, въпреки че тогава е тежко болен, се среща и със самия Васил Левски, който пристига в Копривщица в края на декември 1871 г. заедно с Ангел Кънчев и това му оказва силно влияние в по-нататъшното му развитие като революционер. На 1 януари 1872 г. Каблешков основава дружеството „Трудолюбие“ – кооперативно дружество за икономическо и културно издигане на народа.
Заминава за Одрин, където се научава да работи на телеграф като ученик в Одринската железопътна гара. Там организира и първия си бунт, макар и символичен. Ученици, членове на неговия кръжок, запяват „Стани, стани, юнак балкански“ по време на литургия, което в крайна сметка води до намесата дори на заптиета, които арестуват учениците, но по-късно те са освободени. Овладял добре телеграфа, Каблешков постъпва като чиновник-телеграфист в станцията на барон хиршовата железница в Пловдив. Показва завидни умения и е преназначен като телеграфист на гара Белово и скоро е повишен до неин началник. Въпреки че постът му осигурява едно завидно материално състояние, той не се отказва от делото си, а напротив. Под прикритието си на началник-гара обикаля селата около Белово, като се опитва да просвещава селяните и да ги увлича в революционната дейност. Активно съдейства за откриването на читалище „Искра“ в село Голямо Белово, превърнало се в културно и революционно средище в района. От Белово Каблешков поддържа активна връзка със своите съмишленици и взима участие в подготовката на Старозагорското въстание.
През пролетта на 1875 г. подава оставката си като началник-гара и се установява в Татар Пазарджик (дн. Пазарджик) и като търговец на дървен материал обикаля градовете София, Самоков, Пирот и други селища, за да провери какви са революционните настроения сред българите. Подпомага местните революционери в укрепването и развитието на комитетите. През есента на 1875 г. здравето му отново се влошава и той заминава за родната Копривщица. Именно там научава за злополучния край на Старозагорското въстание, което го подтиква да се заеме с революционна дейност още по-активно. Мотивира го неспособността на Високата порта да се справи с въстанието в Херцеговина. В Копривщица се запознава с двете учителки Мария Бочева Българова от Сопот и Евлампия Векилова. Именно те ще избродират знамето на копривщенските въстаници. Влюбва се в Мария Българова, но тя заминава за Габрово, а оттам се завръща да преподава в родния Сопот. Той не се опитва да я спре и на раздялата им и подарява своя снимка и ножички, които да използва при ушиването на друго знаме, а ако се наложи – да си пререже вените, за да не я заловят турците. Каблешков често пътува до Филибе, където се отбива в книжарницата на Христо Г. Данов, за да закупи новите български книги. По време на пътуванията си посещава редица села, в които създава и укрепва комитети.

### Подготовка и организация на Априлското въстание
През есента на 1875 г. след края на Старозагорското въстание в Гюргево се събират видни революционни дейци, за да планират ново въстание, което трябва да избухне през пролетта на следващата година. Сред създателите на Гюргевския централен революционен комитет са Никола Обретенов, Стоян Заимов, Георги Бенковски, Стефан Стамболов, Иларион Драгостинов, Георги Измирлиев и др. След дълги разисквания те разделят българските земи на четири революционни окръга – Врачански, Търновски, Сливенски и Пловдивски, по-късно преименуван на Панагюрски. Решено е въстанието да избухне на 1 май. В Четвъртия революционен окръг за главен апостол е избран Панайот Волов, като за негов помощник е определен Георги Бенковски. В началото на януари 1876 г. двамата пресичат Дунав при Оряхово и посещават Пловдив, но скоро разбират, че комитетската мрежа е по-добре развита в Задбалканските котловини и преместват революционния център в Панагюрище. Много за делото вече е направено в селищата Панагюрище, Клисура, Брацигово, Пещера, Татар Пазарджик, Калофер, Белово и др. Тук двамата апостоли намират активни помощници в лицето на Каблешков, Кочо Чистеменски, Захари Стоянов, Найден Попстоянов, Иван Арабаджията и много други.
Вечерта на 13 януари в дома на Танчо Шабанов в Копривщица е съставен втори комитет от Панайот Волов. На събранието взимат участие Найден Попстоянов, Танчо Шабанов, отец Никола Белчов, Цоко Будин, Каблешков, Нешо Попбрайков и др. Участниците се заклеват на евангелие, нож и револвер от отец Никола. Клетвата гласяла:
„Заклевам се в името на всемогъщия Бог, че за славата на народа си и за честта на православната вяра ще забия петстотингодишния ръждясал български нож в гърдите на турския султан! Ако престъпя клетвата си, да бъда проклет от целия български народ и да ме постигне най-тежкото Божие наказание...“
Волов дава на Каблешков пълномощно, което доказва, че е упълномощен да създава революционни комитети от самото ръководство на въстанието. То е подписано и подпечатано от Волов с фалшивото му име Петър Банков. Каблешков отново се разболява, но това не го спира. На 13 април се провежда събранието в Оборище, където Копривщица е представена от двама делегати – Найден Попстоянов и Тодор Душанцалията, които отнесли със себе си писмо от Каблешков за Волов и Бенковски. Събранието продължило от 13 до 16 април и там е взето решение въстанието да се обяви на 1 май, а в случай на предателство и по-рано. По-късно въстанието е предадено от Ненко Стоянов Терзийски, който е балдевски делегат.

### Избухване на въстанието
Първоначално турците подценяват мащабите на съзаклятието – в Копривщица е пратен единствено кърсердаринът Неджиб ага с няколко заптиета да арестуват бунтовниците. Датата е 19 април 1876 г. На 20 април стражите започват арестите. Първоначално арестуват Георги Тосунов, потърсили Брайко Енев и Петко Бояджиев, но те се укриват. Сред хората, които Неджиб ага трябвало да арестува, бил и Каблешков, но неговата майка заблуждава кърсердарина, че той не си у дома, въпреки че тогава Тодор лежи болен в бащината си къща. Изправени пред разгром на въстанието още преди да е започнало, Каблешков, въпреки болестта, взима решение то да се обяви преждевременно. По негова заповед камбаните в градските църкви забиват, обявявайки началото на бунта, останал в българската история като Априлското въстание. Датата е 20 април 1876 г., а часът е около 10 сутринта. Бързо са сформирани две чети и са изпратени да обградят конака и заптиетата в него. Групата, предвождана от Георги Тиханек, случайно среща по пътя заптието Кара Хюсеин Хайдук на Калъчовия мост и Тиханек го застрелва. Той е първият турчин, убит във въстанието. Под водачеството на Каблешков конакът е обкръжен, но след кратка обсада Неджиб ага успява да избяга заедно с по-голяма част от хората си, но в бягството са убити няколко заптиета, включително мюдюрина, а агата губи сабята си. Именно тогава Каблешков пише прочутото кърваво писмо, което гласи:
| „ | Братия! Вчера престигна въ село Неджебъ ага, изъ Пловдивъ, който поиска да затвори нѣколко души заедно съ мене. Като бѣхъ извѣстенъ за вашето рѣшение станало въ Оборишкото сѫбрание, повикахъ нѣколко души юнаци и слѣдъ като са вѫорѫжихме, отправихме са кѫмъ конакътъ, който нападнахме и убихме мюдюрътъ, с нѣколко заптии...... Сега, когато ви пиша това писмо, знамето се развѣва предъ конакътъ, пушките гѫрмѫтъ, придружени отъ екътъ на черковните камбани и юнаците се цѣлуватъ единъ други по улиците!..... Ако вие, братия, сте биле истински патриоти и апостоли на свободата, то послѣдвайте нашиятъ примѣръ и въ Панагюрище... Коприщица, 20 Априлий 1876 г. Т. Каблишковъ | “ |

Накрая на писмото Каблешов рисува християнски кръст с кръвта на мюдюрина. Писмото е отнесено от Георги Салчев до Панагюрище толкова бързо, че конят му умира от преумора. Друго кърваво писмо е изпратено чрез Никола Караджов до Клисура. Известени са и Старо Ново село и Стрелча. Куриерът Тодор Москов заминава за Враца, за да информира комитета и неговия водач – Стоян Заимов, но е заловен в турското село Лъжене и отведен в София. Властта в Копривщица е поета от военен съвет, чийто председател е Каблешков, а секретар – Никола Беловеждов. За щаб на въстаниците е определена спицерията (аптеката) на д-р Спас Абрашев. Всички пътища и пътеки около Копривщица са блокирани от въстанически отряди. Бунтовниците имат кратък сблъсък в село Синджирлии, където са убити 13 турци, а жените и децата са изтеглени към Копривщица. Опразнените от селяните села са запалени по заповед на Каблешков, за да не се използват от турските войски като укрития.

### Ход на въстанието
Междувременно в Карлово Тосун бей е известен за въстанието и по негова заповед пред портите на конака е забито санджакшерифа – свещеното знаме на мюсюлманите и около него в продължение на седмица от Пловдивско, Казанлъшко и Карловско се събира нередовната войска башибозук. На 26 април турските войски нападат Клисура. Въстаниците не могат да противодействат на турската тежка артилерия и в същия ден башибозукът нахлува в селото. Над 200 от селяните, които не успяват да избягат, са зверски изклани. Жертвите са предимно жени, деца и старци.
Каблешков се отправя с отряд от 200 въстаници в помощ на Клисура, но я заварва опожарена и се изтегля обратно в Копривщица заедно с около 4000 бежанци. От Панагюрище пристига новината, че градът е обстрелван с артилерия и падането му е въпрос на време. Местните чорбаджии се опитват да попречат всячески на водачите на въстаниците и започват да убеждават бежанците, че ако предадат бунтовниците, султанът ще се смили над тях и домовете им. Сред предателите са хаджи Иванчо, чорбаджи Беню и други представители на местното чорбаджийство. В резултат на действията им част от въстаниците наистина са заловени от бежанците и отведени вързани в една местна църква. Заловени са и част от ръководителите на бунта – Цоко Будин, отец Белчев, Брайко Енев и други. На 30 април пристига Павел Бобеков, който съобщава, че турските войски са отблъснати от Панагюрище и въстанието се развива по план. Уплашените чорбаджии освобождават заловените въстаници, но тогава Бобеков признава, че е излъгал – Панагюрище е опустошено, завзето и разграбено от турците.
На 1 май башибозукът започва да се събира около Копривщица, подкрепени са от редовна войска, която разполага с артилерия. Турците наброяват около 5000 души. Начело е Хафъз паша. Той вече е унищожил Панагюрище и изпраща помощника си – миралай Хасан бей да се „погрижи“ за Копривщица. Въстаниците са предадени от чорбаджиите. Те влизат в преговори с Хасан бей, като предават на турците дори дървените топове и плащат откуп. Въпреки това башибозукът нахлува в Копривщица и тя е подложена на разграбване, а жителите – на клане. На 3 май Хасан бей влиза в опустошеното селище и по негова заповед заловените въстаници са изпратени на съд в Пловдив. Скоро пристига и Хафъз паша и подлага града на повторно разграбване.

### Последни дни
Оцелелите въстаници се изтеглят в планините още на 1 май и се опитват да преминат Стара планина, за да пресекат Дунав и да се укрият в Румъния. На 8 май от четата на Каблешков са останали едва 4-ма души – Тодор Каблешков, Найден Попстоянов, Георги Търнев и Стефан Почеков. Стигат до село Чифлик в Троянския Балкан. Вечерта отсядат в хана, където се нахранват и наспиват. На другия ден пак се връщат в гората. За главата им има обявена награда, а изпратената потеря ги издирва ожесточено. Техен доскорошен съратник издава пред заптиетата позицията им.  Бивакът им край Рогачева река е нападнат изненадващо от турците и започва престрелка. Георги Търнев и Стефан Почеков са убити на място. Каблешков е заловен жив, а Найден Попстоянов е ранен в ръката и също пленен. Убитите четници са обезглавени, а главите им са взети за трофеи. Обезглавените трупове са намерени чак през 1944 г. и погребани на самото място. Пленниците са отведени в Троян, а оттам в Ловеч. В Ловешкия затвор двамата бунтовници са подложени на мъчения. Там заварват и Захари Стоянов. На 3 юни пленниците са отведени в Търново. След разпити, на които Каблешков не признава нищо, Селями паша тръгва за Пловдив и взима със себе си бунтовниците, за да ги предаде на пловдивския съд. Даскал Попстоянов вече е полумъртъв, а Каблешков знае какво ги чака в града – още мъчения и в крайна сметка бесило. Когато конвоят спира да пренощува в конака в Габрово, Каблешков се възползва от невниманието на едно от охраняващите го заптиета, отнема револвера му и се застрелва в главата.
Датата е 16 юни 1876 г., а Каблешков е едва 25-годишен. На следващия ден габровският архиерейски наместник измолва Селями паша да му даде тялото, за да бъде погребано по християнски. Въстаникът е измит, облечен в нови дрехи и тялото му е погребано близо до гробовете на двама четници от четата на Хаджи Димитър, обесени в Габрово.

## Памет
През 1883 година тленните останки на Тодор Каблешков са пренесени и по-късно положени в Копривщица в Мавзолея костница в чест на Априлци. Поради недобрите условия там, костите на Тодор и Найден Попстоянов са изложени за поклонение в родния му дом до 1996 година, когато са препогребани в двора на храм „Успенѝе Пресветѝя Богоро̀дицы“. Родната къща на революционера в Копривщица е музей. Там могат да се видят много негови вещи, включително негови снимки, документи, учебници, оръжия, шапката, която е носел, докато е бил началник на гарата в Белово и други.
На Тодор Каблешков е наречен град Каблешково (Бургаска област), булевард в София (Карта) и улици в много градове в България.

## Цитати
„Да се унищожат модите и всичко що е европейско и да се заместват с домашно.“
„Не в куршума на кремъклийката се надявах, а в гърмежа ѝ, който трябваше да стигне до ушите на Европа.“
„Време е вече да се жертвуваме, за да повдигнем народа ни поне на равна нога с окръжаюците ни инородци, та като настане очакваният час, да ни намери готови.“